# Erigeron sumatrensis
Erigeron sumatrensis — вид квіткових рослин родини айстрові (Asteraceae). лат. sumatrensis — географічний епітет, який натякає на його місце зростання на Суматрі.

## Опис
Дуже волохата рослина, прямовисна, розгалужена біля основи, 40–90 см; листи чергуються поблизу один до одного на стеблі, подовжені, загострені й нерівні; квітки білуваті; насіння 1–1,5 мм.

## Поширення
Батьківщина: Південна Америка: Бразилія; Аргентина; Парагвай; Уругвай; Болівія. Натуралізований: в багатьох інших країнах світу, в тому числі у Центральній, Північній і Південній Європі.

## Галерея

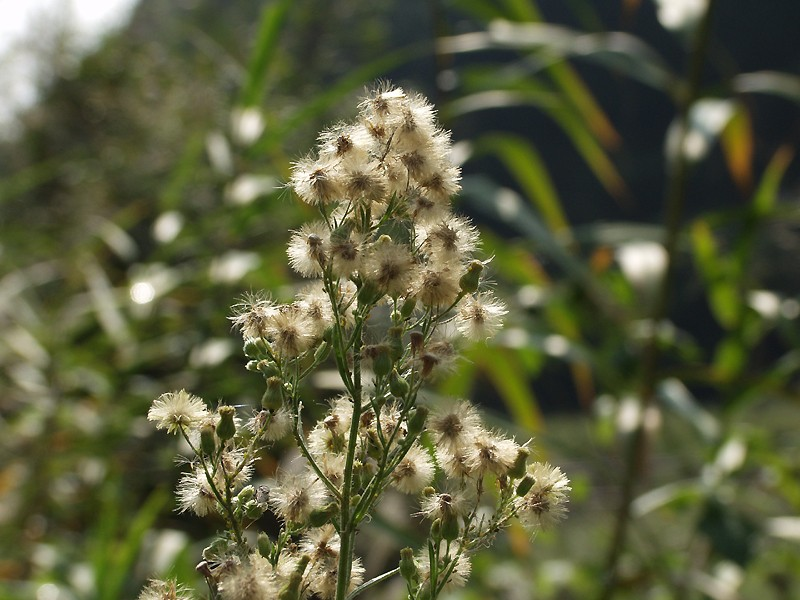
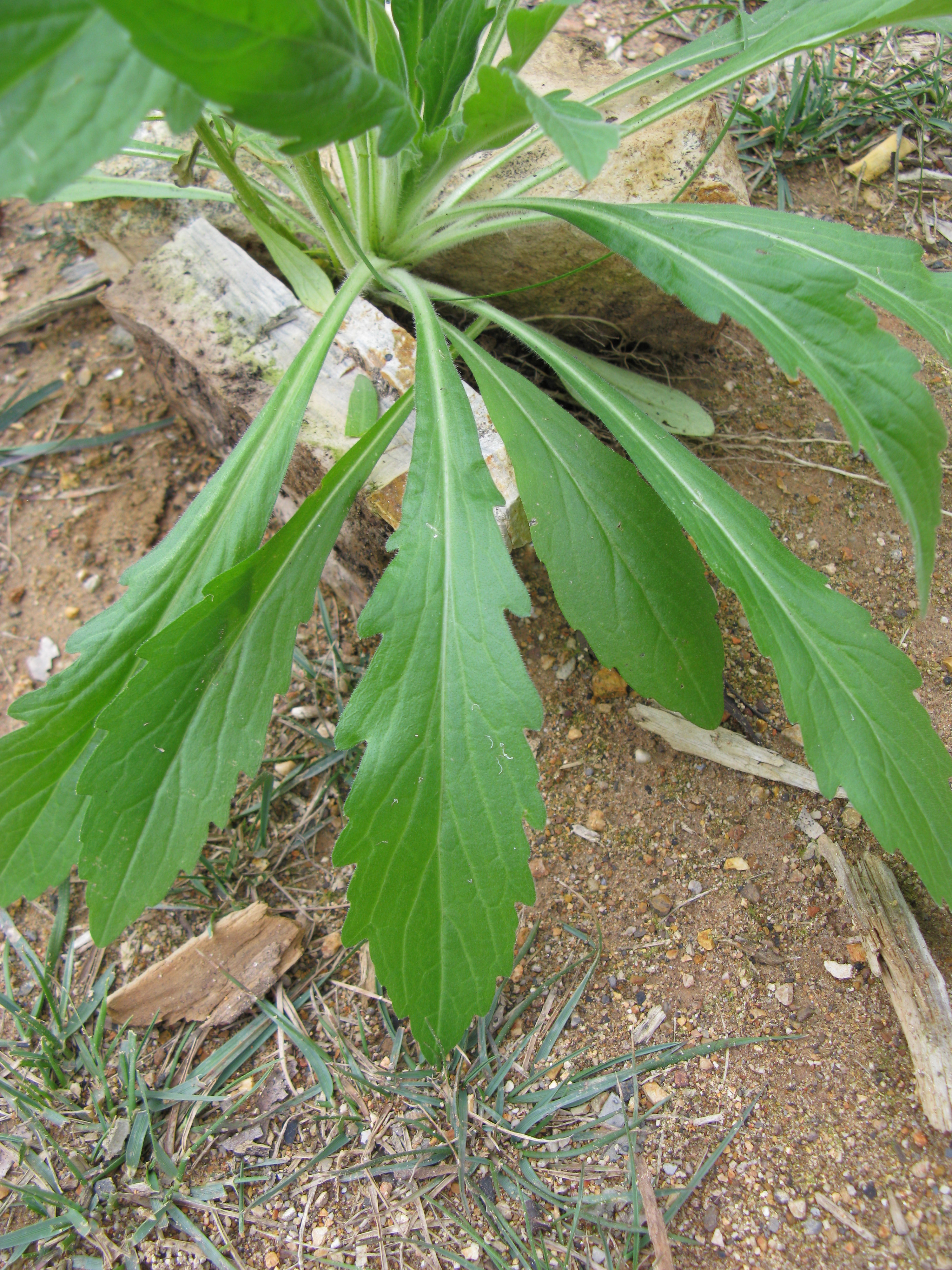
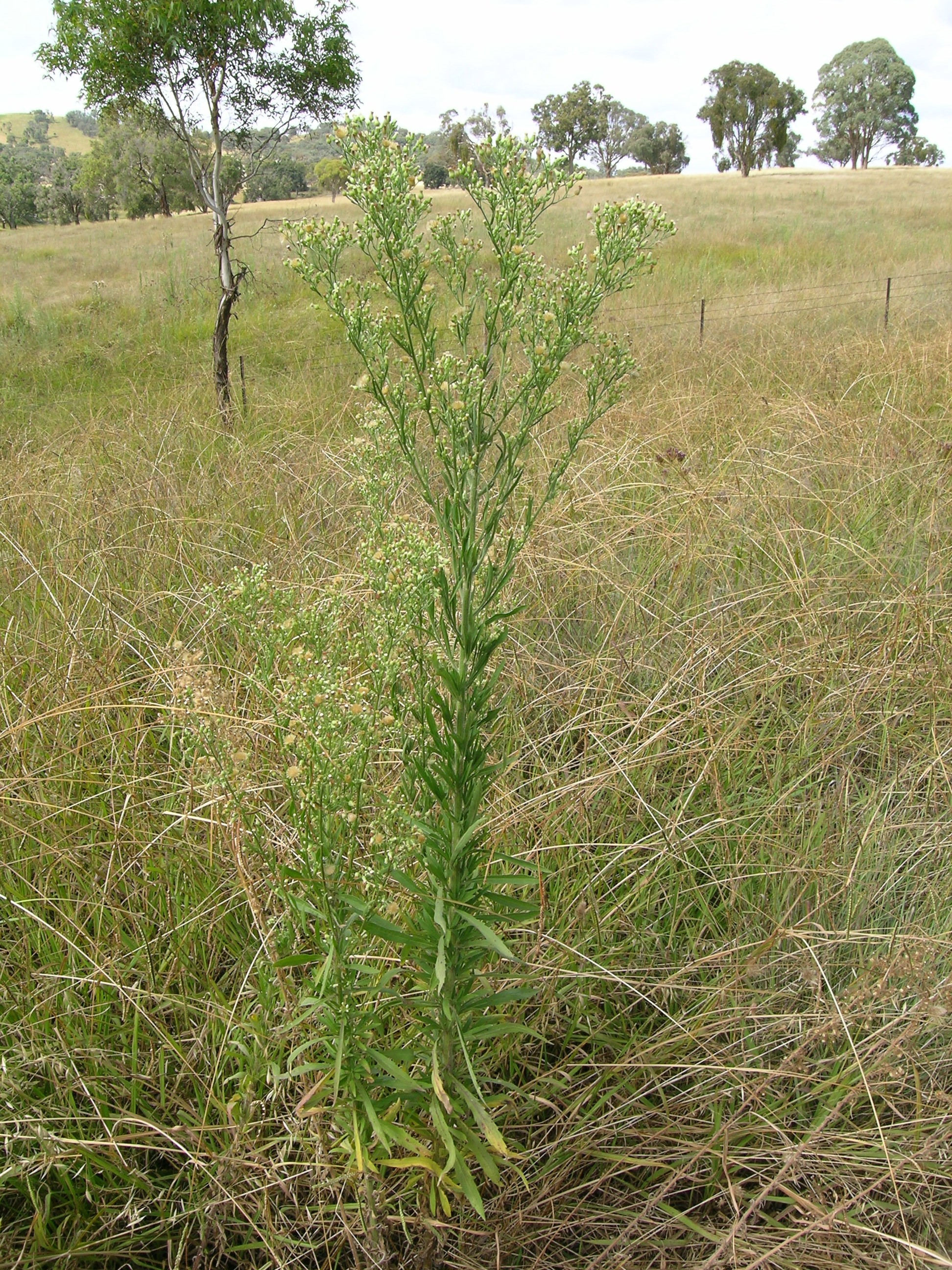

|  | Це незавершена стаття про айстрові. Ви можете допомогти проєкту, виправивши або дописавши її. |